# Stachys marrubiifolia
Stachys marrubiifolia là một loài thực vật có hoa trong họ Hoa môi. Loài này được Viv. miêu tả khoa học đầu tiên năm 1825.